# Aïn Tedles
Ain Tedles là một đô thị thuộc tỉnh Mostaganem, Algérie. Dân số thời điểm năm 2002 là 31.685 người.